# Afraegle asso
Afraegle asso är en vinruteväxtart som beskrevs av Adolf Engler. Afraegle asso ingår i släktet Afraegle och familjen vinruteväxter. Inga underarter finns listade i Catalogue of Life.